# 克厄
克厄（丹麥語：Køge，發音：[ˈkʰøː(j)ə]）是丹麦西兰大区克厄市鎮的一个镇。